# Lin Junhong
Lin Junhong (9 de dezembro de 1990) é uma desportista chinesa que compete no ciclismo na modalidade de pista, especialista nas provas de velocidade.
Ganhou cinco medalhas no Campeonato Mundial de Ciclismo em Pista entre os anos 2010 e 2016.

## Medalheiro internacional
| Campeonato Mundial | Campeonato Mundial         | Campeonato Mundial | Campeonato Mundial     |
| Ano                | Lugar                      | Medalha            | Competição             |
| ------------------ | -------------------------- | ------------------ | ---------------------- |
| 2010               | Ballerup ( Dinamarca)      | Medalha de prata   | Velocidade por equipas |
| 2011               | Apeldoorn ( Países Baixos) | Medalha de bronze  | Velocidade por equipas |
| 2014               | Cali ( Colômbia)           | Medalha de prata   | Velocidade por equipas |
| 2014               | Cali ( Colômbia)           | Medalha de bronze  | Velocidade individual  |
| 2016               | Londres ( Reino Unido)     | Medalha de prata   | Velocidade individual  |